# Euthera bicolor
Euthera bicolor là một loài ruồi trong họ Tachinidae.